# جین (فیلم ۱۹۱۵)
جین (انگلیسی: Jane) یک فیلم به کارگردانی فرانک لوید است که در سال ۱۹۱۵ منتشر شد. از بازیگران آن می‌توان به شارلوت گرینوود اشاره کرد.

## بازیگران
- شارلوت گرینوود - Jane
- سیدنی گرنت - William Tipson
- میرتل استدمان - Lucy Norton
- فورست استنلی - Charles Shackleton
- هاوارد دیویس - Colonel Norton
- هربرت استندینگ - Andrew Kershaw
- لیدیا ییمانس تیتوس - Mrs. Chadwick
- Syd de Grey - Henry Jardine